# Eddy Tiel
Eduard Herbert "Eddy" Tiel, född 29 december 1926 i Haag, död 21 februari 1993 i Emst, var en nederländsk landhockeyspelare.
Tiel blev olympisk silvermedaljör i landhockey vid sommarspelen 1952 i Helsingfors.